# Пильзно
Пильзно (Подкарпатское воеводство) (пол. Pilzno) — город в Польше, входит в Подкарпатское воеводство. Имеет статус городско-сельской гмины.

## Известные жители и уроженцы
- Петрици, Себастьян (1554—1626) — известный польский врач, автор медицинских трактатов, философ и переводчик.